# Бажухин, Борис Алексеевич
Борис Алексеевич Бажухин (26 августа 1928 ― 27 декабря 2016) ― передовик советского машиностроения, первый начальник экспериментального цеха управления главного конструктора ВАЗа, юный герой участник Великой Отечественной войны.

## Биография
Борис Алексеевич Бажухин родился 26 августа 1928 года в деревне Константиново Гусь-Хрустального района. Во время Великой Отечественной войны стал учиться в Горьковском ремесленном училище. В августе 1943 года, в возрасте пятнадцати лет, вместе с друзьями сбежал на фронт. Добрался до передовой и был зачислен воспитанником взвода пешей разведки 223-го стрелкового полка 53 стрелковой дивизии, в этом подразделении находился до августа 1944 года.
В конце сентября 1943 года принимал участие в операции по форсированию Днепра. В районе поселка Старый Орлик через восточный остров Бородаевский части 53 стрелковой дивизии переправились на правый берег Днепра. Бажухин был в числе атакующих войск. Одним из первых кто закрепился на берегу и вёл непрерывный бой с противником. В этом бою, пятнадцатилетний юноша потерял друга. Был представлен к награде медалью "За боевые заслуги".
Исполняя приказ командующего о направлении всех несовершеннолетних в военные и суворовские училища, в августе 1944 года Бажухин был направлен на учёбу в Соловецкую школу юнг. Обучение проходил с 25 августа 1944 по август 1945 года. После завершения обучения поступил на службу электриком на эсминец Балтийского флота "Свирепый". В 1947 году побывал в Берлине и расписался на Рейхстаге. Уволен со службы в 1951 году.
Возвратился в город Горький, где с 1951 по 1967 годы трудился на Горьковском автозаводе. В марте 1967 года был назначен первым начальником экспериментального цеха управления главного конструктора Волжского автомобильного завода. Дал путёвку в массовое производство огромному количеству образцов автомобильной техники. В трудовые годы он постоянно заботился о совершенствовании технологических возможностей для создания новых автомобилей, профессиональном росте и улучшении условий труда персонала. Был представлен к награде Орденом Трудового Красного Знамени.
Активно занимался общественной деятельностью. Принимал участии в создании и развитии Школы юнг имени адмирала Ю.А. Пантелеева в городе Тольятти.
Проживал в селе Подстёпки Ставропольского района Самарской области. Умер 27 декабря 2016 года.

## Награды и звания
- Орден Отечественной войны II степени
- Орден Трудового Красного Знамени
- Медаль "За боевые заслуги"
- Медаль Ушакова (Россия)
- Медаль «За победу над Германией в Великой Отечественной войне 1941—1945 гг.»
- другие медали.